# Анян
Ан-ян е град в провинция Хънан, Централноизточен Китай. Административният метрополен район, който включва и града, е с население от 5 173 188 жители, а в градската част има 950 301 жители (2010 г.). Общата площ на административния метрополен район е 7355 кв. км, а градската част е с площ от 543,5 кв. км. Намира се в часова зона UTC+8. МПС кодът е 豫E. Средната годишна температура е около 14,5 градуса.